# WCT Finals 1978 - Singolare
Il singolare del WCT Finals 1978 è stato un torneo di tennis facente parte della categoria Grand Prix.
Jimmy Connors era il detentore del titolo, ma quest'anno non ha partecipato.
Vitas Gerulaitis ha battuto in finale 6–3, 6–2, 6–1 Eddie Dibbs.

## Teste di serie
| 1. Björn Borg (semifinali) 2. Brian Gottfried (quarti di finale) 3. Vitas Gerulaitis (campione) 4. Ilie Năstase (quarti di finale) | 1. Eddie Dibbs (finale) 2. Raúl Ramírez (quarti di finale) 3. Corrado Barazzutti (semifinali) 4. Dick Stockton (quarti di finale) |

## Tabellone

### Legenda
| - Q = Qualificato - WC = Wild card - LL = Lucky loser | - ALT = Alternate - SE = Special Exempt - PR = Protected Ranking | - w/o = Walkover - r = Ritirato - d = Squalificato |

|  | Quarti di finale | Quarti di finale   | Quarti di finale | Quarti di finale | Quarti di finale | Quarti di finale | Quarti di finale |  |  | Semifinali         | Semifinali         | Semifinali         | Semifinali         | Semifinali       | Semifinali       | Semifinali |   |   | Finale           | Finale           | Finale           | Finale           | Finale | Finale | Finale |  |
|  |                  |                    |                  |                  |                  |                  |                  |  |  |                    |                    |                    |                    |                  |                  |            |   |   |                  |                  |                  |                  |        |        |        |  |
|  | 1                | Björn Borg         | Björn Borg       | 4                | 6                | 6                | 6                |  |  |                    |                    |                    |                    |                  |                  |            |   |   |                  |                  |                  |                  |        |        |        |  |
|  | 8                | Dick Stockton      | Dick Stockton    | 6                | 2                | 1                | 0                |  |  | Björn Borg         | Björn Borg         | Björn Borg         | Björn Borg         | Björn Borg       | Björn Borg       |            |   |   |                  |                  |                  |                  |        |        |        |  |
|  | 3                | Vitas Gerulaitis   | Vitas Gerulaitis | 6                | 2                | 6                | 6                |  |  | Vitas Gerulaitis   | Vitas Gerulaitis   | Vitas Gerulaitis   | Vitas Gerulaitis   | Vitas Gerulaitis | Vitas Gerulaitis | w/o        |   |   |                  |                  |                  |                  |        |        |        |  |
|  | 6                | Raúl Ramírez       | Raúl Ramírez     | 2                | 6                | 2                | 1                |  |  |                    |                    |                    |                    |                  |                  |            |   |   | Vitas Gerulaitis | Vitas Gerulaitis | Vitas Gerulaitis | Vitas Gerulaitis | 6      | 6      | 6      |  |
|  | 5                | Eddie Dibbs        | Eddie Dibbs      | Eddie Dibbs      | 6                | 6                | 6                |  |  |                    |                    | Eddie Dibbs        | Eddie Dibbs        | Eddie Dibbs      | Eddie Dibbs      | 3          | 2 | 1 |                  |                  |                  |                  |        |        |        |  |
|  | 4                | Ilie Năstase       | Ilie Năstase     | Ilie Năstase     | 3                | 3                | 0                |  |  | Eddie Dibbs        | Eddie Dibbs        | Eddie Dibbs        | Eddie Dibbs        | 6                | 7                | 6          |   |   |                  |                  |                  |                  |        |        |        |  |
|  | 7                | Corrado Barazzutti | 6                | 2                | 1                | 6                | 6                |  |  | Corrado Barazzutti | Corrado Barazzutti | Corrado Barazzutti | Corrado Barazzutti | 2                | 6                | 4          |   |   |                  |                  |                  |                  |        |        |        |  |
|  | 2                | Brian Gottfried    | 4                | 6                | 6                | 1                | 3                |  |  |                    |                    |                    |                    |                  |                  |            |   |   |                  |                  |                  |                  |        |        |        |  |